# Delegazioni parlamentari della Valle d'Aosta
| Deputati                                      | Legislatura                       | Senatori                           |
| --------------------------------------------- | --------------------------------- | ---------------------------------- |
| Giulio Bordon (Indip. PSI)                    | Assemblea Costituente (1946–1948) |                                    |
| Paolo Alfonso Farinet (DC)                    | I Legislatura (1948–1953)         | Ernest Page (DC)                   |
| Paolo Alfonso Farinet (DC)                    | II Legislatura (1953–1958)        | Ernest Page (DC)                   |
| Séverin Caveri (UV)                           | III Legislatura (1958–1963)       | Renato Chabod (Indep. PCI)         |
| Corrado Gex (UV)                              | IV Legislatura (1963–1968)        | Renato Chabod (Indip. PCI)         |
| Germano Olietti (DC)                          | V Legislatura (1968–1972)         | Aimé Berthet (DC)                  |
| Emilio Chanoux (UVP)                          | VI Legislatura (1972–1976)        | Giuseppe Filliétroz (UVP)          |
| Ruggero Millet (Indep. PCI)                   | VII Legislatura (1976–1979)       | Pierre Fosson (UV)                 |
| Cesare Dujany (DP)                            | VIII Legislatura (1979–1983)      | Pierre Fosson (UV)                 |
| Cesare Dujany (DP)                            | IX Legislatura (1983–1987)        | Pierre Fosson (UV)                 |
| Luciano Caveri (UV)                           | X Legislatura (1987–1992)         | Cesare Dujany (DP)                 |
| Luciano Caveri (UV)                           | XI Legislatura (1992–1994)        | Cesare Dujany (PVdA)               |
| Luciano Caveri (UV)                           | XII Legislatura (1994–1996)       | Cesare Dujany (PVdA)               |
| Luciano Caveri (UV)                           | XIII Legislatura (1996–2001)      | Guido Dondeynaz (UV)               |
| Ivo Collé (SA)                                | XIV Legislatura (2001–2006)       | Augusto Rollandin (UV)             |
| Roberto Nicco (Indep. DS - Gauche valdôtaine) | XV Legislatura (2006–2008)        | Carlo Perrin (Renouveau Valdôtain) |
| Roberto Nicco (Indep. DS - Gauche valdôtaine) | XVI Legislatura (2008–...)        | Antonio Fosson (UV)                |

Fonte: Storia della Valle d'Aosta